# Affaire du trésor volé au château de Laperrière
L'Affaire du trésor volé au château de Laperrière est une affaire judiciaire, tirée du trésor des chartes, qui a été popularisée localement par l'article de l'historien Pierre Perrenet, Au château de Laperrière. Un trésor volé, publié en 1913 dans la Revue bourguignonne.
Elle oppose la marquise de Laperrière, Anne-Antoinette de Goureault du Mont, à un dénommé Davot, procureur au Parlement de Dijon issu d’une modeste famille auxonnaise, dans une affaire de vol au château de Laperrière.

## Le contexte (1693-1697)
En 1693, la marquise de Laperrière, très endettée, demande au frère de la femme de chambre de sa mère, nommé Davot, de lui prêter de l’argent, qu’elle lui rembourse partiellement en lui vendant le marquisat en réméré pour 4 ans. 
Lorsqu’il prend possession des lieux, il occupe l’étage du château, le rez-de-chaussée accueillant un chapelier, et les communs des ouvriers agricoles et des essarteurs.
Au cours de ces quatre ans, une rumeur éclate au village :
En effet, en 1697, la Mère Chenevoy, âgée de 80 ans, raconte avoir appris de son grand-père que les habitants de Laperrière étaient si riches qu’ils ne comptaient pas l’argent, qu’ils ne le donnaient qu’avec des mesures d’étain, et qu’en cas de guerre, chacun apportait son argent au château. Excités par ce récit, certains pensent qu’un trésor est toujours entreposé dans les caves du château, se mettent à sa recherche, affirme avoir vu les coffres qui le contiennent.

## Les faits (1697)
En 1710, la marquise de Laperrière, qui a récupéré son domaine en 1698 et a eu le temps d’être instruite de ces qu’en-dira-t-on, assigne en justice le dit Davot, son créancier, qui aurait été vu par plusieurs témoins en train de ravir le trésor de la marquise.

## L'enquête (1710)
Une enquête est ouverte et des témoins interrogés. Parmi eux, Marthe Thevenin, l’épouse du chapelier et Claudine Baubet, sa tante, qui racontent qu’intriguées par ce récit, elles auraient dégagé les décombres qui condamnaient les caves du château, et s’y seraient glissées avec quelques garçons et un cierge bénit, par peur du Diable. C’est alors qu’elles auraient aperçu un coffre en fer. Marthe Thevenin, déclare que cette découverte serait venue aux oreilles de Davot qui aurait aussitôt fait désencombrer l’accès aux caves du château, dans lesquelles les ouvriers auraient découvert une longue boîte en forme de coupe à relief, contenant, d’après ce qu’elle en a vu, de la petite monnaie frappée sous Philippe le Bel. Marthe Thevenin affirme que le dit Davot aurait déclaré aux ouvriers, qui réclamaient leur part, ainsi qu’à elle-même et à sa tante, que cette boîte ne contenait que des jetons et qu’il n’y avait donc rien à partager ; puis que le coffre en fer aurait été dégagé à son tour quelques instants plus tard, par les ouvriers que Davot aurait congédiés aussitôt, entre 10 et 11h, en prétextant devoir aller huit jours à Dijon.
Elle affirme enfin avoir entendu Davot descendre dans les caves avec son frère François, ses clercs Billard et Cassenove et 2 autres comparses, afin d’aller chercher le coffre en fer pour le remonter au 1er étage.
Enfin, d’autres témoins racontent que les fouilles effectuées les jours suivants sous la maison du jardinier auraient mis au jour des plats de formes diverses, que Davot et son frère auraient monté la garde à tour de rôle, et qu’ils auraient fait des navettes entre Laperrière et Dijon avec de lourdes valises, contenant des pièces d’orfèvrerie, des pierres précieuses, des bijoux, de l’or et de l’argent.
À la suite de ces témoignages, M. Jannel, le lieutenant de Saint-Jean-de-Losne, fait arrêter Davot le 3 janvier 1711, qui est conduit à la conciergerie.

## Le procès (1711-1712)
Le procureur Davot faisant appel, l’affaire est transférée au Parlement de Dijon.
Dans le même temps, la rumeur gagne la capitale bourguignonne et certains s’interrogent sur la rapidité avec laquelle la famille Davot a acquis sa fortune.
Lors du transfert de l’accusé vers la prison de Saint-Jean-de-Losne, ce sont 500 personnes qui s’amassent devant la porte de la conciergerie. Cependant, Davot se fait porter pâle et refuse de quitter le Parlement où il a des protecteurs et des amis. D’ailleurs, dès le lendemain, la cour l’y assigne.
Quant aux faits qui lui sont reprochés, Davot les nie tous, dénonce la lenteur avec laquelle la marquise s’est manifestée (13 ans), met en exergue les contradictions de l’enquête et la simplicité de sa vie, fait remarquer qu’il n’y a aucune trace d’une quelconque vente de bijoux, remet en cause l’honorabilité des témoins et la véracité de leurs propos, notamment en rappelant que le château a été occupé par une garnison, peu de temps avant, et que si trésor il y avait, celui-ci ne leur aurait pas échappé.
Entretemps, la marquise s’adresse au Grand conseil du Roi et sollicite l’évocation de l’affaire ; mais ce dernier fait la sourde oreille.
Le 11 mars 1711, le Parlement ordonne la mise en liberté provisoire de Davot, et le procès est renvoyé devant le lieutenant criminel du bailliage de Dijon. L’accusé est défendu par son beau-père, M. Melenet, et la marquise de Laperrière par M. Varenne.

## Le verdict (1712)
Le 21 mars 1712, après une nouvelle audition des témoins, des parties et des avocats, le juge Midan déclare le procureur Davot et son frère François coupables du vol et les condamne à une réparation de 30 000 livres, sous réserve du serment que doit prêter la marquise que la valeur du trésor atteint bien cette somme. Davot est d'ailleurs contraint de vendre son office pour payer la réparation.